# Шевченково (Лохвицкий район)
Шевченково (укр. Шевченкове) — село,
Гирявоисковецкий сельский совет,
Лохвицкий район,
Полтавская область,
Украина.
Код КОАТУУ — 5322682411. Население по переписи 2001 года составляло 56 человек.

## Географическое положение
Село Шевченково находится в 2-х км от правого берега реки Артополот,
на расстоянии до 2-х км расположены сёла Веселое, Степовое и Старый Хутор.